# Bad Suns
Bad Suns is een Amerikaanse rockband uit Woodland Hills, opgericht in 2012.

## Bezetting
- Christo Bowman[3] (zang, gitaar)
- Ray Libby[4] (gitaar, zang)
- Gavin Bennett[5] (basgitaar)
- Miles Morris[6] (drums)

## Geschiedenis
Bad Suns is een Amerikaanse rockband uit Woodland Hills (Los Angeles), opgericht in 2012. De band bestaat momenteel uit Christo Bowman, Gavin Bennett, Miles Morris en Ray Libby. Een meerderheid van de bandleden komt uit Los Angeles, Californië. De band is onder contract bij Vagrant Records, waar ze in 2014 hun debuutalbum Language & Perspective hebben uitgebracht. Het geluid van de band is geïnspireerd op postpunkpioniers uit de jaren 1970 en 1980, zoals The Cure en Elvis Costello. Hun tweede album Disappear Here werd uitgebracht op 16 september 2016. Hun derde en meest recente album Mystic Truth werd uitgebracht op 22 maart 2019. De band heeft sindsdien de twee singles I'm Not Having Any Fun en Unstable uitgebracht, die oorspronkelijk bedoeld waren voor publicatie bij Mystic Truth, maar zijn later verwijderd van het album. Ze werden respectievelijk uitgebracht op 24 april en 15 mei 2020.
Bowman vertelt: Ik ben opgegroeid met veel wereldmuziek in huis. Toen ik 10 was, raakte ik erg geïnteresseerd in de gitaar en mijn vader liet me kennis maken met zijn platen uit de jaren 1970 en 1980. Aanvankelijk Elvis Costello, daarna naar The Clash, The Cure enz.,  hadden al deze artiesten en bands op jonge leeftijd een grote impact op mij wat betreft de compositie van songs. De debuut ep Transpose bevat angstige riffs en etherische zang die doet denken aan postpunklegenden uit de vroege jaren 1980. Ik begon toen met het schrijven van mijn eerste nummers. Hoewel we nu kunnen nadenken over dat muziektijdperk, waren die artiesten hun tijd op veel manieren vooruit. Dat is het meest inspirerend.
De band bracht Cardiac Arrest online uit, waar het viraal ging. De ep Transpose werd opgenomen in de studio met producent Eric Palmquist (The Mars Volta, Wavves, Trash Talk) en ging vooraf aan het debuutalbum Language & Perspective uit 2014. Het schrijf- en opnameproces is altijd spannend, omdat het constant verandert en uniek is voor elk nummer. Inspiratie komt en gaat wanneer het wil, dus een avond waarop de song wordt geschreven is een hele goede nacht, zegt Bowman. In 2014 opende de band voor de Britse indiepopband The 1975 en opende later een tournee in kleine zalen, zoals The Troubadour in West Hollywood. De toenemende bekendheid van de band heeft ertoe geleid dat ze op muziekfestivals hebben opgetreden. In 2015 speelden ze in de Mojave-tent in Coachella (Californië).
Bad Suns bracht hun tweede album Disappear Here uit op 16 september 2016. Bowman bedacht de naam van het album tijdens het lezen van Less Than Zero van Bret Easton Ellis. Op 6 oktober 2017 bracht Bad Suns de single This Was a Home Once uit. Op 13 november 2018 kondigden ze aan dat ze hadden getekend bij Epitaph Records en in meer dan een jaar tijd hun eerste nieuwe muziek Away We Go hadden uitgebracht. Op 14 januari kondigde Bad Suns hun volgende album Mystic Truth aan, dat op 22 maart 2019 werd uitgebracht.
Jessica Goodman en Ryan Kistobak van The Huffington Post namen het debuutalbum Language & Perspective op in hun lijst met de beste publicaties van 2014 en noemden het een zeldzame indie-publicaties met weinig overdaad aan singles. De videoclip voor Salt is geprezen door Out magazine en MTV vanwege de weergave van de worsteling van een transgender vrouw met haar identiteit en transitie.

## Discografie

### Singles
- 2013: Cardiac Arrest
- 2014: Salt
- 2015: We Move Like the Ocean
- 2016: Disappear Here
- 2017: This Was a Home Once
- 2018: Away We Go
- 2020: I'm Not Having Any Fun
- 2020: Unstable
- 2020: Baby Blue Shades

### Albums
- 2014:	Transpose (ep) (Vagrant)
- 2014:	Language & Perspective (Vagrant)
- 2016:	Disappear Here (Vagrant/BMG)
- 2019:	Mystic Truth (Epitaph Records)